# Любитівська сільська рада
Любитівська сільська рада — адміністративно-територіальна одиниця та орган місцевого самоврядування у Ковельського району Волинської області, що включає в себе чотири села, 463 обійсть із загальним населенням 2 280 осіб, утворена в 1944 році. Площа 7778.5 га. Центр в селі Любитів. 
Найзначніші водойми на території сільради — Любитівське озеро та річка Воронка.

## Населені пункти
Сільській раді підпорядковані населені пункти:
- с. Воля-Любитівська
- с. Ворона
- с. Любитів
- с. Рокитниця

## Склад ради
Рада складається з 16 депутатів та голови. Склад ради: 10 депутатів (62.5 %) — самовисуванці, 5 депутатів (31.3 %) — висувалися Народною партією, 1 депутат — від Сильної України (6.2 %). Дев'ятеро депутатів представники села Любитів, троє від Рокитниці та по двоє від сіл Воля-Любитівська та Ворона. 

## Керівний склад сільської ради
| ПІБ                    | Основні відомості                                                 | Дата обрання | Дата звільнення |
| ---------------------- | ----------------------------------------------------------------- | ------------ | --------------- |
| Павлов Віктор Іванович | Сільський голова, 1959 року народження, освіта, безпартійний      | 26.03.2006   | 31.10.2010      |
| Павлов Віктор Іванович | Сільський голова, 1959 року народження, освіта вища, безпартійний | 31.10.2010   |                 |

Примітка: таблиця складена за даними джерела
Секретар ради — Горніч Марія Іванівна.
На районному рівні за результатами виборів 2010 року сільраду в Ковельській райраді представляє депутат-мажоритарник Чуль Віта Федорівна (55 років, диплом викладача історії, директор Любитівської школи), член фракції Народної партії. 

## Демографія
| Села Любитівської сільради |   | 2014  | 2011  | 2001  | 1989  |
| -------------------------- | - | ----- | ----- | ----- | ----- |
| Воля-Любитівська           | ▼ | 359   | 376   | 397   | 650   |
| Ворона                     | ▼ | 195   | 207   | 224   | 610   |
| Любитів                    | ▲ | 1,401 | 1,401 | 1,436 | 2,700 |
| Рокитниця                  | ▲ | 325   | 321   | 362   | 820   |
| Сукупне населення          | ▼ | 2,280 | 2,305 | 2,419 | 4,780 |

### Мова
Розподіл населення за рідною мовою за даними перепису 2001 року:
| Мова       | Відсоток |
| ---------- | -------- |
| українська | 99,09 %  |
| російська  | 0,74 %   |
| білоруська | 0,04 %   |

## Історія
До Першої світової війни, за підпорядкування Російській імперії існувала Любитівська волость, яка відносилася до Ковельського повіту, Волинської губернії.
До Другої світової війни, за правління Польської республіки територія сільради відносилася до Любитівської гміни, Ковельського повіту, Волинського воєводства що включала в себе 22 населених пункти.
Сільська рада була утворена в 1944 році.  Впродовж десятиліть склад сільради неодноразово змінювався. Так станом на 1970, до Любитівської сільради входили села: Воля-Любитівська, Ворона, Грушівка (зараз Білашівська сільрада), Засмики (злите із селом Грушівка), Любитів, Рокитниця (хутір Пйонткі).

## Географія
Сільрада розташована у південній частині району. За кільканадцять кілометрів на південний схід від міста Ковель. Рада з південного боку граничить з Турійським районом. Із західного боку межує з Білашівською, з північного — з Колодяжненською, зі східного  — з Радошинською та з південно-східного  — з Дрозднівською сільськими радами.
Вся територія сільради належить до басейну річки Турії, зокрема більша частина — до її правої притоки річки Воронки. Біля села Ворона до Воронки впадає річечка Рокитенка, що протікає поруч з селом Рокитниця. Посеред села Любитів лежить Любитівське озеро. 
Через село Воля-Любитівська та поруч з селом Любитів проходить автошлях європейського значення E85, що з'єднує Балтійське та Егейські моря, в межах України траса має назву М19, ділянка Ковель—Луцьк. Через село Любитів, поруч з Вороною та через Рокитницю проходить регіональний шлях Т 0311. 
Територією сільради, через села Любитів та біля Волі-Любитівської проходить електрифікована залізнична гілка — відтинок Ківерці—Ковель (Львівська залізниця). Залізнична станція Любитів та зупинний пункт 352 км. 

## Визначні місця
- В селі Любитів розташована дерев'яна Свято-Покровська церква зведена до 1794 року, як католицький костьол, з кінця XVIII століття використовується православною громадою. Охоронний статус під номером 173, згідно з рішенням № 76 від 3 квітня 1992 виконкому Волинської обласної ради. [11]

- На Рокитниці знаходиться дерев'яна церква Різдва Богородиці, зведена у 1784 році. Охоронний статус під номером 178, згідно з рішенням № 76 від 3 квітня 1992 виконкому Волинської обласної ради. [11]

- У селі Воля-Любитівська є мурована будівля поштової станції, зведена в XIX столітті. Охоронний статус під номером 170 згідно з рішенням № 76 від 3 квітня 1992 виконкому Волинської обласної ради. [11]